# Bogel
Bogel ist eine Ortsgemeinde im Rhein-Lahn-Kreis in Rheinland-Pfalz. Sie gehört der Verbandsgemeinde Nastätten an.

## Geographie
Der Ort liegt in den Ausläufern des Taunus (westlichen Hintertaunus), an der Bundesstraße 274 zwischen Wiesbaden und Koblenz. Zu Bogel gehören auch die Wohnplätze Birkenhof, Tannenhof und Waldeck.

## Geschichte
Bogel wird 1472 als Lehen der Reichsabtei Prüm erwähnt und nach 1670 an Landgraf Ernst von Hessen-Rheinfels verkauft. Von 1806 bis 1813 war Bogel unter französischer Herrschaft. Seit 1816 gehörte der Ort zum Herzogtum Nassau und ab 1866 zum Königreich Preußen, nachdem das Herzogtum infolge des Deutschen Krieges von Preußen annektiert wurde.
Nach dem Ersten Weltkrieg war Bogel bis zum Abzug der Franzosen 1929 besetzt, nach dem Zweiten Weltkrieg gehörte es ebenfalls zur französischen Besatzungszone und ist seit 1946 Teil des damals neu gebildeten Landes Rheinland-Pfalz.
Seit 1969 gehört Bogel zum Rhein-Lahn-Kreis und seit 1972 zur Verbandsgemeinde Nastätten.
Bevölkerungsentwicklung
Die Entwicklung der Einwohnerzahl von Bogel, die Werte von 1871 bis 1987 beruhen auf Volkszählungen:
| Jahr | Einwohner |
| ---- | --------- |
| 1815 | 269       |
| 1835 | 351       |
| 1871 | 388       |
| 1905 | 430       |
| 1939 | 683       |
| 1950 | 597       |
| 1961 | 523       |

| Jahr | Einwohner |
| ---- | --------- |
| 1970 | 663       |
| 1987 | 634       |
| 1997 | 808       |
| 2005 | 841       |
| 2011 | 767       |
| 2017 | 769       |
| 2024 | 821       |

## Politik

### Gemeinderat
Der Gemeinderat in Bogel besteht aus zwölf Ratsmitgliedern, die bei der Kommunalwahl am 9. Juni 2024 in einer Mehrheitswahl gewählt wurden, und dem ehrenamtlichen Ortsbürgermeister als Vorsitzendem.

### Bürgermeister
Uwe Holstein wurde im Juli 2024 Ortsbürgermeister von Bogel. Da für die Direktwahl am 9. Juni 2024 kein Wahlvorschlag eingereicht wurde, oblag die Neuwahl des Bürgermeisters gemäß rheinland-pfälzischer Gemeindeordnung dem Rat. Dieser entschied sich auf seiner konstituierenden Sitzung für den bisherigen Ersten Beigeordneten Uwe Holstein und wählte ihn für fünf Jahre zum Ortsbürgermeister.
Holsteins Vorgänger Arno Diefenbach hatte das Amt 15 Jahre ausgeübt und kandidierte zur Wahl 2024 nicht erneut als Ortsbürgermeister. Zuletzt bei der Direktwahl am 26. Mai 2019 war er mit einem Stimmenanteil von 86,90 % wiedergewählt worden.

## Kultur und Sehenswürdigkeiten

### Bauwerke
In der Denkmalliste des Landes Rheinland-Pfalz (Stand: 2024) werden fünf Fachwerkhäuser als Kulturdenkmäler genannt.
Siehe auch: Liste der Kulturdenkmäler in Bogel

### Naturdenkmal
Als Naturdenkmal ist eine Rotbuche westlich des Ortes benannt.
Siehe auch: Liste der Naturdenkmale in Bogel

## Wirtschaft und Infrastruktur

### Ansässige Unternehmen
Bogel ist Sitz der Nassauischen Verkehrs-Gesellschaft mbH.
Bogel ist Standort einer Straßenmeisterei des Landesbetriebs Mobilität Rheinland-Pfalz.

### Bildung
Der örtliche Kindergarten wird auch von Kindern der Gemeinden Endlichhofen, Kasdorf und Ruppertshofen besucht.